# Camañas
Camañas è un comune spagnolo di 124 abitanti situato nella comunità autonoma dell'Aragona.